# Epidelus
Epidelus es un género de escarabajos de la familia Buprestidae.

## Especies
- Epidelus borneensis (Thery, 1925)
- Epidelus ceramensis Thery, 1934
- Epidelus wallacei (Thomson, 1857)